# Lovayın su anbarı
Lovayın su anbarı är en reservoar i Azerbajdzjan.   Den ligger i distriktet Astara Rayonu, i den sydöstra delen av landet, 230 km söder om huvudstaden Baku. Lovayın su anbarı ligger 2 meter över havet. Arean är 0,82 kvadratkilometer. Den sträcker sig 1,9 kilometer i nord-sydlig riktning, och 1,2 kilometer i öst-västlig riktning.
Följande samhällen ligger vid Lovayın su anbarı:
- Kizhaba (4 567 invånare)

I omgivningarna runt Lovayın su anbarı växer huvudsakligen savannskog. Runt Lovayın su anbarı är det ganska tätbefolkat, med 192 invånare per kvadratkilometer.